# Ira Flatow

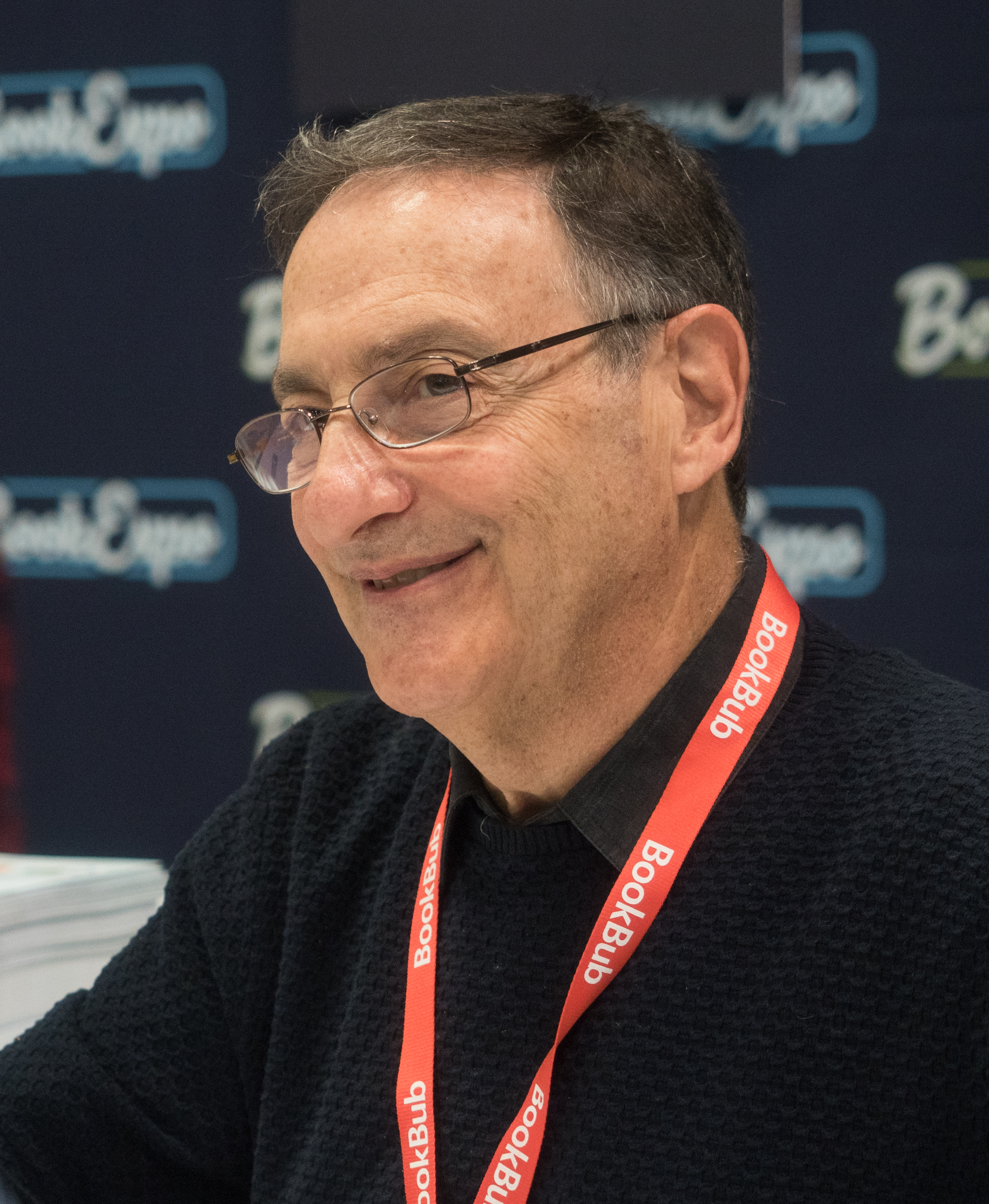
Ira Flatow (2019)

Ira Flatow (* 9. März 1949 in Brooklyn, New York City, New York, Vereinigte Staaten) ist ein US-amerikanischer Journalist und Hörfunkmoderator.

## Leben
Ira Flatow wurde 1949 in Brooklyn, im US-Bundesstaat New York geboren. 1971 schloss er sein Ingenieurstudium an der State University of New York at Buffalo ab.
Von 1971 bis 1986 war er als Produktionsassistent, Associate Producer, Produzent und Wissenschaftskorrespondent bei NPR tätig und berichtete über Themen wie das Kennedy Space Center, Three Mile Island, HIV/AIDS und den Südpol. Von 1991 bis 2013 war er Gastgeber des Science Friday für NPR, bei dem er jeden Freitagnachmittag moderierte und Themen aus Wissenschaft und Technologie diskutierte.
Von 1982 bis 1987 moderierte er die mit dem Emmy Award ausgezeichnete PBS-Wissenschaftssendung „Newton’s Apple“, die ihren Ursprung am KTCA in St. Paul, Minnesota hatte. Im Jahr 1991 schrieb und berichtete Flatow über Wissenschaft und Technologie für CBS This Morning von CBS News.
Flatow ist Gründer und Präsident der Science Friday Initiative (vormals TalkingScience), einem gemeinnützigen Unternehmen, das sich der Entwicklung von Radio-, Fernseh- und Internetprojekten widmet, die darauf abzielen, die Wissenschaft benutzerfreundlich zu machen.
1999 hatte Flatow bei dem Dokumentarfilm Transistorized! erstmals eine Rolle inne. In der Fernsehserie The Big Bang Theory spielte er zwischen 2009 und 2017 in drei Folgen sich selbst.
Seit 1983 ist er mit Miriam Flatow verheiratet und lebt in Connecticut.

## Filmografie
- 1999: Transistorized! (Dokumentarfilm)
- 2009–2017: The Big Bang Theory (Fernsehserie, 3 Folgen)